# Sonneborn
Sonneborn est une commune allemande de l'arrondissement de Gotha en Thuringe, faisant partie de la communauté d'administration Mittleres Nessetal.

## Géographie

Situation de la commune (en rouge) dans l'arrondissement de Gotha

Sonneborn est située au nord-ouest de l'arrondissement, au sud-ouest du bassin de Thuringe, dans la vallée de la Nesse à 10 km au nord-est de Gotha, le chef-lieu de l'arrondissement.
Sonneborn appartient à la communauté d'administration Mittleres Nessetal (Verwaltungsgemeinschaft Mittleres Nessetal) et est composée de deux villages : Sonneborn et Eberstädt.
Communes limitrophes (en commençant par le nord et dans le sens des aiguilles d'une montre) : Brüheim, Wangenheim, Goldbach, Hörsel et Friedrichswerth.

## Histoire
Après la chute du royaume de Thuringe en 531, la région est colonisée par les Francs. Au VIIIe siècle, la christianisation débute avec les moines venant de Fulda et de Hersfeld. À la fin du siècle, après des défrichements, un village est construit aux abords de la Nesse. Une première église dotée d'une enceinte fortifiée dont les traces sont encore visibles de nos jours dans les fossés entourant l'église actuelle, est édifiée autour de l'an 1000, puis un château fort.
En 1370, le village devient propriété des seigneurs de Wangenheim qui seront expulsés en 1945.
Sonneborn a fait partie du duché de Saxe-Cobourg-Gotha (cercle de Gotha).
En 1922, après la création du land de Thuringe, Sonneborn est intégrée au nouvel arrondissement de Gotha avant de rejoindre le district d'Erfurt en 1949 pendant la période de la République démocratique allemande jusqu'en 1990. La commune d'Eberstädt est incorporée à Sonneborn en 1975.

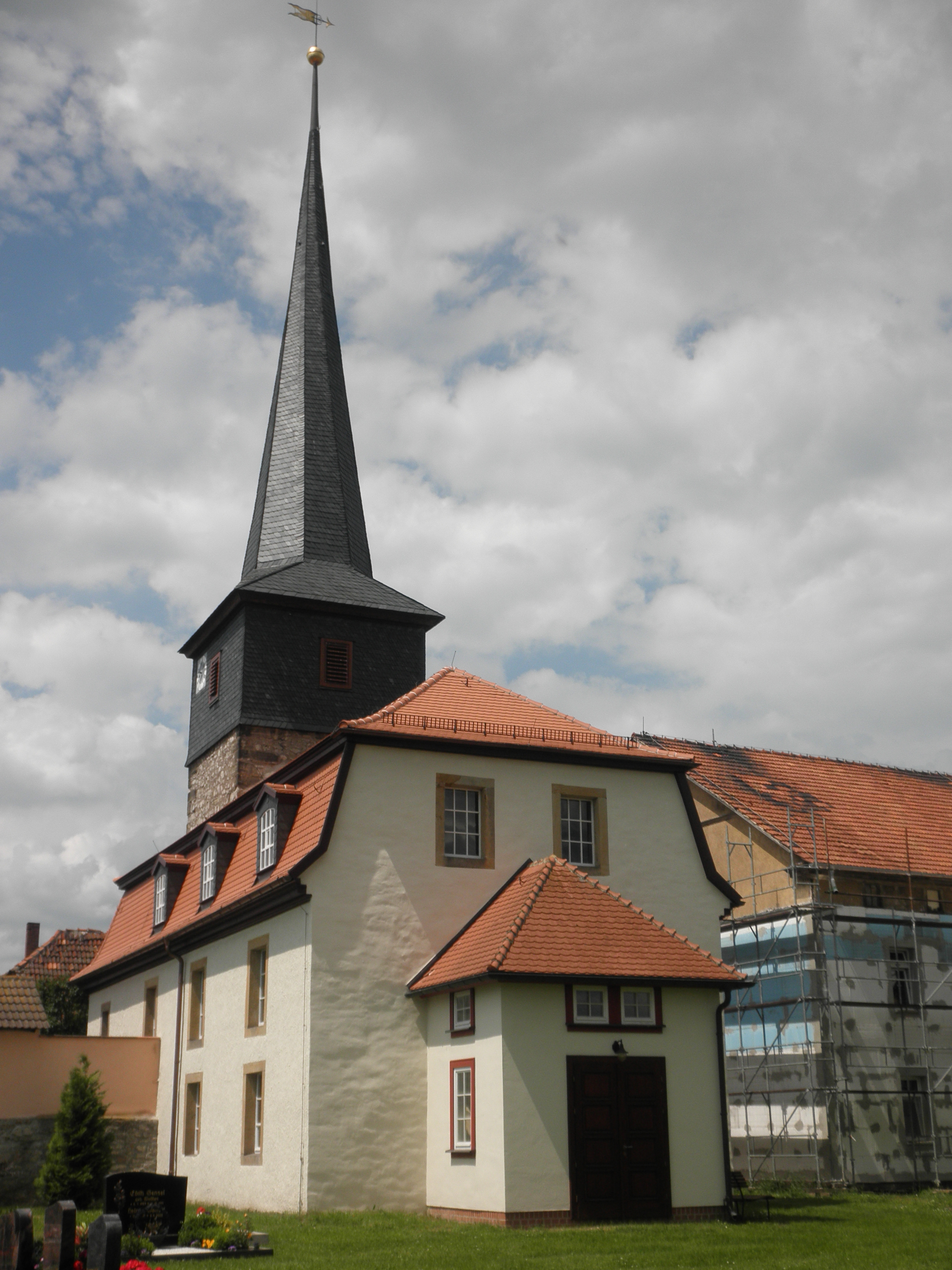
L'église du village d'Eberstädt

## Démographie
Commune de Sonneborn :
| 1910  | 1933  | 1939  | 1995  | 2000  | 2005  | 2010  |
| ----- | ----- | ----- | ----- | ----- | ----- | ----- |
| 1 342 | 1 477 | 1 488 | 1 366 | 1 332 | 1 298 | 1 250 |

## Politique
À l'issue des élections municipales du 7 juin 2009, le Conseil municipal, composé de 12 sièges, est composé comme suit :
| Parti | Nombre de conseillers | Pourcentage de voix |
| ----- | --------------------- | ------------------- |
| SPD   | 5                     | 40,9 %              |
| CDU   | 4                     | 35,3 %              |
| FWG   | 3                     | 23,8 %              |

## Communications
La commune est traversée par la route L1030 qui rejoint Gotha à l'est et Friedrichswerth à l'ouest.

## Économie
Une usine du groupe Velux, la SIG Sonneborn Bauzubehör Industriegesellschaft mbH, est installée à Sonneborn.